# タイ人民解放戦線
タイ人民解放戦線（-じんみんかいほうせんせん）は1960年代から70年代にかけてタイ東北部で活動した貧しい少数民族を主体とする共産主義ゲリラ。ペッチャブーン県やナーン県では特に活動が活発だった。1967年には100の村の立ち退き、住民数万の移住、多数の死者を伴う政府軍と少数民族の大規模な衝突があった。
2008年時点で、共産ゲリラの活動は衰え、少数民族らはタイ政府と和解している。また、ペッチャブーン県のカオコー山頂のゲリラ掃討の旧前線基地跡は記念公園となっており、被弾した偵察機・ヘリ・装甲車などが展示されている。